# Позиции в баскетбола
В баскетбола има три главни позиции – защитници, нападатели (крила) и център. По-специално те се разделят на разиграващ защитник, атакуващ защитник, леко крило, тежко крило и център. Правилата на играта не определят някакви позиции, но с времето са станали част от играта.

## Задна линия

### Разиграващ защитник
Разиграващия защитник (пойнт гард) организира нападението и пази задното поле. Неговата роля е толкова важна за отбора, че може да се каже, че той е двигателя на терена. Трябва да притежава следните качества: усет към играта, да борави добре с топката, да подава добре, също така да е пъргав и да има бързи крака. Трябва да може да дриблира еднакво добре и с двете ръце, да пресира прекия си съперник и да играе здраво в защита. Когато е свободен, да може да вкарва от далечно разстояние, също и да разбира противниковите защити. Обикновено разиграващия защитник не получава толкова публично признание за играта си, но треньора и съотборниците му знаят колко е ценен за отбора.

### Атакуващ защитник
Атакуващия защитник съответства на позиция „2“ или още наречения „стрелящ защитник“. Обикновено той е по-добрия стрелец в гардовата двойка. Той трябва да разбира играта добре, и да борави с топката без проблеми, да подава добре, също като разиграващия защитник да е пъргав и да има бързи крака и да дриблира еднакво добре и с двете ръце, и да може да притиска здраво противника си докато е в защита. Не трябва да има проблеми с вкарването на стрелба от 7 до 10 метра от коша. Трябва да разчита противниковата защита, и да знае как да се движи без топка. Трябва да се учи в нападение, в случай че пойнт-гарда бъде надиграван или трябва да напусне мача, за да може да го замести. Обикновено работата му е да отбелязва точки и да помага на съотборниците си за същото.

## Предна линия

### Леко крило
Лекото крило е най-повратливият играч в отбора. Трябва да притежава бързина, да е добър борец под коша, да подава добре. Да може да играе защита по цялото игрище, и най-вече да е добър стрелец, който да бележи без проблем от всяка позиция по крилата, около трапеца и под коша. Най-добрите леки крила имат волята да вкарват и често контролират мача с невероятния си атлетизъм. Също така лекото крило трябва да се движи добре по терена, за да тича на бърза атака.

### Тежко крило
Също като разиграващия защитник тежкото или силното крило, не получава кой знае какво признание. Обикновено, ако върши работата си добре, неговата роля на човек, който върши мръсната работа е гарантирана. Трябва да е добър борец, както в нападение така и в защита. Заедно с центъра, тежкото крило контролира зоната под коша. Много от характеристиките им са идентични. Трябва да подава добре, и да бележи със същия успех. Трябва да дриблира смело, и да има силен пробив. Трябва да тича добре и да покрива терена на бърза атака. Трябва да е до противника и в двата края на терена.

### Център
Обикновено, центъра е най-високия човек на терена. Трябва да е пъргав, да бъде агресивен в борбата под коша и в защита. Трябва да се държи малко арогантно, на ръба на нахлаството. Трябва да е цар под коша. С нагласа и действия, трябва да доказва, че тази територия е негова. Трябва да може да се разчита на него да бележи от къса и средна дистанция. Не трябва да има проблеми със силови завършвания от двете страни на коша, независимо дали са след финт. Трябва да е лидер на отбора в защита, винаги да говори на съотборниците си. Трябва да подава добре и да вижда кога има свободен играч на паркета. Трябва да вижда как е пазен от противниците си и да се възползва от това. Трябва да има здрави ръце, добра координация и добър отскок.